# АБО-НЕ (логічний вентиль)
АБО-НЕ (англ. Not OR, NOR) — логічний вентиль, який реалізує операцію диз'юнкція з інверсією результату. Ця операція також носить назву стрілка Пірса. Активний сигнал («логічна 1», «істина») на виході цього вентиля присутній лише тоді, коли на обох входах присутній пасивний сигнал («логічний 0», «хиба»). Якщо хоча б на одному вході сигнал активний, на виході буде пасивний сигнал.
В нотації алгебри логіки дія цього вентиля записується формулою:
{\displaystyle Y={\overline {A\lor B}}}

## Умовні позначення
Існує два основних умовних графічних позначення вентиля АБО-НЕ на принципових схемах, описані в стандартах IEC 60617-12:1997 і ANSI 91-1984. Стандарт DIN 40700 застарів, але описані в ньому символи досі зустрічаються у схемах. Позначення логічних вентилів згідно ДСТУ ГОСТ 2.743-91 «Позначення умовні графічні в схемах. Елементи цифрової техніки» (частина ЄСКД) мають незначні відмінності від стандарту IEC 60617-12.
| IEC 60617-12:1997 | ANSI 91-1984 | DIN 40700 (до 1976) |
| ----------------- | ------------ | ------------------- |
|                   |              |                     |

## Реалізація

### Релейно-контактні схеми
Релейно-контактна логіка здійснює операції шляхом формування за допомогою контактів перемикачів або реле кіл для протікання електричного струму, який, у свою чергу, активує наступні реле або живить виходи схеми.

Реалізація логіки АБО-НЕ контактами реле

Для реалізації функції NOR нормально-замкнені контакти з'єднуються послідовно. Таким чином струм проходить коли жодне реле не активовано, і не проходить тоді, коли спрацювало реле А або реле B.

### Напівпровідникові схеми

Реалізація в технології РТЛ
Реалізація в технології КМОН
Чотири вентиля АБО-НЕ в корпусі мікросхеми 7402 (ТТЛ)